# سان ولی (تگزاس)
سان ولی، تگزاس (به انگلیسی: Sun Valley, Texas) یک شهر در ایالات متحده آمریکا با جمعیت ۵۱ نفر است که در تگزاس واقع شده‌است.

## موقعیت جغرافیایی
موقعیت جغرافیایی شهرها و مناطق اطراف به شرح زیر است: